# 2-fenylethanol
2-fenylethanol, fenethylalcohol of benzeenethanol is een organische verbinding met als brutoformule C8H10O. Het is een kleurloze vloeistof met een typische bloemengeur, die slecht tot bijna niet oplosbaar is in water. De stof komt heel vaak in de natuur voor onder de vorm van olie, waaronder in rozen, hyacinten, anjers, de aleppoden, sinaasappelbloesems, de Cananga odorata, geraniums en soorten uit het geslacht Michelia.

## Toepassingen
2-fenylethanol wordt, wegens de typische rozengeur, veel gebruikt in de parfumindustrie. Het wordt ook toegevoegd in sigaretten en gebruikt als conserveermiddel in zeep.

## Toxicologie en veiligheid
De stof ontleedt bij verhitting, met vorming van een scherpe, prikkelende geur en irriterende dampen. 2-fenylethanol reageert met sterk oxiderende stoffen en sterke zuren.